# Zigsow
zigsow（ジグソー）はzigsow株式会社が運営する商品レビュー中心のコミュニティサイト。
2007年8月にオープン。

## 特徴
一般的なSNSでは、日記をベースとしたコミュニケーションが主だが、zigsowではユーザーの「もちもの」をアップし、他のユーザーがコメントをつけあうことでコミュニケーションを行う。
もちもののジャンルは非常に多岐にわたっており、カメラ、オーディオ、デジタルガジェット、レコード、フィギュア、アニメグッズ、プラモデルなど。
自らの作品をアップするクリエイターなども利用している。
また、もちものだけでなく、「気になるもの」をアップすることもできる。
実際に所有していなくても、情報を共有することでコミュニケーションを行うことができる。
日記やコミュニティなどのSNSとしての機能も備える。

## 機能

### COOL
他のユーザーのもちものを見て、良いと思った場合には、1人1回「COOL」をつけることができる。
COOL数は zigsow の中でも重要視されるステータスで、ユーザー同士が競い合っている。

### 昇格制度
会員制であるがユーザー登録は誰でも可能。
ユーザーは「オーディエンスユーザー」と「オフィシャルユーザー」に分かれている。
ユーザー登録直後はオーディエンスユーザーとしてスタートする。
オーディエンスユーザーは一部の機能が制限されていたり、他のユーザーの情報の閲覧が制限されている。
ある一定の基準を満たすと、オフィシャルユーザーに昇格し、全機能を使うことができる。
昇格の条件は諸説あるが、そのユーザーがアップした「もちもの」の数やCOOL数、発信している情報の内容、他ユーザーとのコミュニケーション頻度が基準となっているらしい。
このような仕組みがあるため、オフィシャルユーザーの間には濃い情報が蓄積されている。

### LOUNGE
2008年3月から、「zigsow LOUNGE」と呼ばれる、ログインをしなくても見られるページが用意され、コンテンツがいくつか提供されている。

#### 僕の私のモノ語り
zigsowラウンジ編集部が選んだこだわりユーザーのためのコラムスペース。

#### Product INSIDE
普段は表舞台に出ない開発者、製作者へのインタビュー企画。

#### TALES OF MASTERS
様々な専門店から選りすぐったマスターの豊富な知識や経験やものに対する思いのインタビュー。

#### Legend シリーズ
インテルの歴代CPUのレビューをsSpec単位で網羅しよう、というユーザー参加型企画。

#### CPU占い
名前を入力すると、「その人の持っている運命CPUが導き出されます」というコンテンツ。
インテルの4004からAtomまでの、43種類のCPUが登場する。

#### コーポレートリンク
NECのTK-80やPC-98などの歴代PCの情報を集めたページや、LINNのKLIMAX DSをはじめとする製品の紹介記事が掲載されている。

#### 紹介動画
ナレーションに坂本真綾を起用。
インタビュー記事も掲載している。

## 製品開発
2008年10月に行われた東京 インターナショナルオーディオショウ LINN ブースにて、同社の DSシリーズ向け製品として、SSD を用いた NAS （ZSS-1）を発表した。従来のHDDを用いたものよりもノイズが大幅に低減されているという。